# Annegret Richter
Annegret Richter, geboren Annegret Irrgang, (Dortmund, 13 oktober 1950) is een West-Duits voormalig atleet, die gespecialiseerd was in de sprint.

## Loopbaan
Annegret Irrgang werd in 1970 voor het eerst West-Duits indoorkampioene op de 50 meter. Ze huwde met hordeloper Manfred Richter. In totaal behaalde ze 28 West-Duitse titels.
Richter nam in 1970 voor West-Duitsland deel aan de Europese indoorkampioenschappen atletiek en behaalde een vijfde plaats op de 60 meter. Het jaar nadien behaalde ze bronzen medaille op dezelfde afstand. In 1972 werd de 50 meter gelopen en behaalde ze zilver. In 1973 behaalde ze de Europese indoortitel op de 60 m.
Richter nam deel aan de Olympische zomerspelen van 1972 op 100 meter en de 4x100 meter estafette, en die van 1976 op de 100 meter, 200 meter en de 4x100 meter estafette. Richter won in 1972 de gouden medaille op de 4x100m estafette en in 1976 de gouden medaille op de 100 meter en de zilveren medaille op de 200 meter en de 4x100m estafette. In de halve finale van de 100 meter verbeterde ze het wereldrecord van haar landgenote Inge Helten naar 11,01 s.
Richter nam ook tweemaal deel aan de Europese kampioenschappen. In 1971 werd ze met de West-Duitse estafetteploeg Europees kampioene op de 4x100 meter. In 1974 werd ze vijfde op de 100 meter en behaalde ze zilver op de 4x100 m.

## Persoonlijke records
Outdoor
| Onderdeel | Prestatie       | Wind     | Datum        | Plaats   |
| --------- | --------------- | -------- | ------------ | -------- |
| 100 m     | 11,01 s (ex-WR) | +0,6 m/s | 25 juli 1976 | Montréal |
| 200 m     | 22,39 s         | +0,0 m/s | 28 juli 1976 | Montréal |

Indoor
| Onderdeel | Prestatie | Datum            | Plaats       |
| --------- | --------- | ---------------- | ------------ |
| 60 m      | 7,24 s    | 19 februari 1977 | Dortmund     |
| 200 m     | 23,22 s   | 26 februari 1977 | Sindelfingen |

1928: Rosenfeld, Smith, Bell, Cook ·
1932: Carew, Furtsch, Rogers, Von Bremen ·
1936: Bland, Rogers, Robinson, Stephens ·
1948: Stad-de Jong, Witziers-Timmer, van der Kade-Koudijs, Blankers-Koen ·
1952: Faggs, Jones, Moreau, Hardy ·
1956: Strickland, Croker, Mellor, Cuthbert ·
1960: Hudson, Williams, Jones, Rudolph ·
1964: Ciepły, Kirszenstein, Górecka, Kłobukowska ·
1968: Ferrell, Bailes, Netter, Tyus ·
1972: Krause, Mickler-Becker, Richter, Rosendahl ·
1976: Oelsner, Stecher, Bodendorf, Eckert ·
1980: Müller, Wöckel, Auerswald, Göhr ·
1984: Brown, Bolden, Cheeseborough, Ashford ·
1988: Brown, Echols, Griffith-Joyner, Ashford ·
1992: Ashford, Jones, Guidry, Torrence ·
1996: Devers, Miller, Gaines, Torrence ·
2000: Fynes, Sturrup, Davis, Ferguson ·
2004: Lawrence, Simpson, Bailey, Campbell ·
2008: Borlée, Mariën, Ouédraogo, Gevaert ·
2012: Madison, Felix, Knight, Jeter ·
2016: Madison, Felix, Gardner, Bowie ·
2020: Williams, Thompson-Herah, Fraser-Pryce, Jackson ·
2024: Jefferson, Terry, Thomas, Richardson
1928: Betty Robinson ·
1932: Stanisława Walasiewicz ·
1936: Helen Stephens ·
1948: Fanny Blankers-Koen ·
1952: Marjorie Jackson ·
1956: Betty Cuthbert ·
1960: Wilma Rudolph ·
1964: Wyomia Tyus ·
1968: Wyomia Tyus ·
1972: Renate Stecher ·
1976: Annegret Richter ·
1980: Ljoedmila Kondratjeva ·
1984: Evelyn Ashford ·
1988: Florence Griffith-Joyner ·
1992: Gail Devers ·
1996: Gail Devers ·
2000: onbepaald ·
2004: Joelija Nestsjarenka ·
2008: Shelly-Ann Fraser-Pryce ·
2012: Shelly-Ann Fraser-Pryce ·
2016: Elaine Thompson ·
2020: Elaine Thompson-Herah ·
2024: Julien Alfred
- Gemeinsame Normdatei: 1131999649
- World Athletics: 14346922
- Virtual International Authority File: 2189149544576600490006
- WorldCat: E39PBJhGX7Y39B9xwmkbTjMdcP